# Momperone
Momperone är en ort och kommun i provinsen Alessandria i regionen Piemonte i Italien. Kommunen hade 210 invånare (2018).